# Bundeskonferenz Jazz
Die Bundeskonferenz Jazz (BKJazz) ist die allgemeine kulturpolitische Interessenvertretung der deutschen Jazzszene. Seit 2003 beansprucht sie, als übergreifende Vereinigung die vorhandenen Kompetenzen von Fachorganisationen und -institutionen des Jazz in Deutschland zusammenzuführen. 
Die BKJazz besteht aus Vertretern bundesweit relevanter Interessenvertretungen für den Jazz in Deutschland. Die Vorstände der Deutschen Jazzunion und der Deutschen Jazz Föderation werden quasi-automatisch Mitglieder der BKJazz. Wo, wie bei den Jazzfestivals, Schallplattenindustrie, Medien oder der Jazzforschung, noch keine bundesweiten Zusammenschlüsse existieren, vertreten Einzelpersonen ohne formales Mandat die Interessen der entsprechenden Sparte (Jazzschulen oder Hochschulen mit Jazzstudiengang sind bisher nicht explizit vertreten). Neue Mitglieder und Gäste werden auf Vorschlag der Mitglieder in die BKJazz eingeladen.
Die Mitglieder benennen aus ihren Reihen zwei bis drei Sprecher. Diese werden für einen Zeitraum von zwei Jahren gewählt. Gewählte Sprecher waren unter anderem Julia Hülsmann, Wolfram Knauer oder Felix Falk und sind derzeit (2024) Bettina Bohle, Janning Trumann und Kornelia Vossebein.